# Канавеси, Хорхе
Хорхе Уго Канавеси (исп. Jorge Hugo Canavesi; 22 августа 1920, Барракас, Буэнос-Айрес — 2 декабря 2016) — аргентинский баскетболист и баскетбольный тренер. Со сборными Аргентины — чемпион мира 1950 года, серебряный призёр Панамериканских игр 1951 года, полуфиналист Олимпийских игр в Хельсинки, чемпион Всемирных университетских игр 1953 года, чемпион Южной Америки среди юношей 1955 года. Основатель Института спорта Республики Аргентины, директор департамента физического образования, спорта и отдыха министерства образования Аргентины с 1989 по 1992 год. Член Зала славы ФИБА (2016).

## Биография
Хорхе Канавеси, уроженец буэнос-айресского района Барракас, в студенческие годы играл за сборную гимназии Чакабуко — другого столичного района, — в которой был одним из лидеров и в 1937 году выиграл чемпионат среди первокурсников. С 1941 года он выступал за баскетбольную команду Гимнастического и фехтовального клуба Вилья-дель-Парке, где его одноклубники, узнав, что Канавеси получил лицензию преподавателя физкультуры, попросили его выполнять также обязанности тренера.
В следующее десятилетие клуб из Вилья-дель-Парке оставался одним из сильнейших в Аргентине, завоевав несколько национальных титулов, и Канавеси заработал себе репутацию хорошего тренера. Когда в 1948 году, незадолго до Олимпийских игр в Лондоне, скончался ведущий тренер Аргентины Альберто Рехина, Канавеси было предложено возглавить национальную сборную. Он принял это предложение, став тренером сборной Аргентины в возрасте 27 лет. На Олимпиаде аргентинская команда уступила будущим чемпионам, американцам, с разницей всего в два очка, что убедило Канавеси в том, что при хорошей подготовке его подопечные могут бороться за самые высокие места в мировой иерархии. Однако в это время сборная формировалась прямо накануне турниров по заранее установленному жёсткому принципу — пять игроков из команды-чемпиона, трое и двое соответственно из клубов, занявших второе и третье места, и только последние два игрока по выбору тренера. К чемпионату Южной Америки в следующем году сборная снова не получила времени на подготовку и закончила его с плохим результатом.
Накануне первого чемпионата мира по баскетболу, проходившего в 1950 году у него на родине, Канавеси согласился снова возглавить сборную только при условии, что у него будет несколько недель на тренировки. По личному распоряжению президента Перона игроки сборной получили двухмесячные отпуска на своих рабочих местах — беспрецедентный случай в практике любительского спорта. Эти два месяца прошли в напряжённых тренировках, Канавеси активно использовал статистику для анализа игры членов сборной. Он разрабатывал тактические приёмы, призванные компенсировать невысокий рост аргентинских игроков, и добился от сборной не только эффективной, но и элегантной, эстетичной игры. На вооружение был взят джамп-шот, по тем временам дававший серьёзные преимущества. Были отработаны методы нападения против зонной защиты, а в обороне тренер, наоборот, сделал ставку на индивидуальный прессинг. Канавеси использовались наработки не только из США, но также из Швеции и Германии — книги на соответствующих языках переводила жена Хорхе, Марта. Аргентинцы завоевали на домашней площадке титул чемпионов мира — достижение, которого им не удавалось с тех пор повторить ни разу.
Сборная Канавеси продолжала оставаться в мировой баскетбольной элиты и после домашнего чемпионата мира, завоевав серебряные медали на Панамериканских играх 1951 года, где уступила только американцам, впервые привезшим на международный турнир сборную вместо клубной команды. На Олимпийских играх в Хельсинки год спустя аргентинцы проиграли уругвайцам на последних секундах матча в четвертьфинальной группе и в полуфинале снова уступили американцам. В 1953 году аргентинская основная сборная пропустила чемпионат Южной Америки в Уругвае по политическим причинам, но со студенческой сборной Канавеси завоевал чемпионское звание на Всемирных университетских играх в Дортмунде. 
Трения с национальным баскетбольным руководством привели к тому, что на Панамериканские игры 1955 года в Мексике основная национальная сборная поехала с другими тренерами, снова завоевав серебряные медали, а Канавеси была поручена впервые сформированная юношеская сборная Аргентины, в которой дебютировал Рикардо Аликс. Опытный тренер привёл аргентинских юношей к званию чемпионов континента. Однако когда в стране произошёл военный переворот, из сборной Аргентины были выведены остатки чемпионского состава 1950 года, в том числе тренер. Многие ведущие игроки (как и представители других видов спорта) были дисквалифицированы пожизненно за открытую декларацию своих политических взглядов.
После этого Канавеси тренировал различные клубы в Аргентине, совмещая эту работу с руководством Национальным институтом физического образования в Сан-Фернандо. Эта организация была создана при его непосредственном участии, и на работу в ней он пригласил нескольких бывшего игрока сборной Альберто Лопеса и своего бывшего помощника в сборной Касимиро Гонсалеса Трилью. На протяжении десяти лет Канавеси также занимал должность инспектора всех провинций Патагонии по физическому образованию. В качестве тренера сборной колледжа Барилоче он привёл эту команду к победе в студенческом чемпионате сначала провинции Рио-Негро, а затем и всей страны. 
В 1971 году Канавеси был снова приглашён на пост тренера сборной Аргентины, однако на этот раз провёл в этом качестве только два года из-за конфликтов в Аргентинской баскетбольной конфедерации. Серьёзных успехов его сборная на этот раз не добилась, провалив Панамериканские игры в Кали, куда ехала в качестве одного из фаворитов. В дальнейшем, с 1989 по 1992 год, Канавеси занимал пост директора департамента физического образования, спорта и отдыха министерства образования Аргентины.
В августе 2016 года имя Хорхе Уго Канавеси было внесено в списки Зала славы ФИБА. Он скончался через несколько месяцев после этого в возрасте 96 лет.